# Nemzeti Sportrádió
A Nemzeti Sportrádió a Duna Médiaszolgáltató, valamint az ország első és egyetlen sport tematikájú rádiója, amely 2024. június 14-én éjfélkor indult a budapesti FM 105,9 MHz-en, az egykori Sportrádió frekvenciáján.

## Története
Az egykori Sportrádió és a Duna World Rádió megszűnése után elindult a Nemzeti Sportrádió, és azóta fontos sportos eseményeket, pl. Premier League, UEFA-bajnokok ligája, illetve magyar focit is sugároz, valamint minden félóránként híreket szolgáltat. A Körkapcsolás című műsorban a hallgatók követik az OTP bank liga fontos sporteseményeit.[mikor?][forrás?]

## Műsorok
- Sportreggel
- Visszajátszás
- Bajnokok
- Nemzeti Sportkrónika
- Nemzeti Sportkör
- Gurulj be lassítva is!
- Játékoskijáró
- Hárompontos
- Hazafutás
- A legnagyobb fogás
- Sporthely
- Körkapcsolás
- Sportvilág
- Sportdélelőtt
- Sportolók slágerlistája
- A víz összeköt
- Asszó / Csónakház

## Műsorvezetők
- Harsányi Levente
- Risztov Éva
- Csisztu Zsuzsa
- Ballai Attila
- Virányi Zsolt
- Szegő Tibor
- Katona László
- Németh Kornél
- Szalai Kristóf
- Balogh Balázs
- Edvi László
- Jó András
- Gergely István
- Szabó Szilvia
- Bera Emese
- Somogyi Zsófia
- Nyáguly Gergely
- Regős László Pál
- Tóth Béla
- Kreisz Bálint
- L. Pap István
- Cseszregi Balázs